# Phaenagrotis hecateia
Phaenagrotis hecateia är en fjärilsart som beskrevs av Köhler 1953. Phaenagrotis hecateia ingår i släktet Phaenagrotis och familjen nattflyn. Inga underarter finns listade i Catalogue of Life.